# تردی

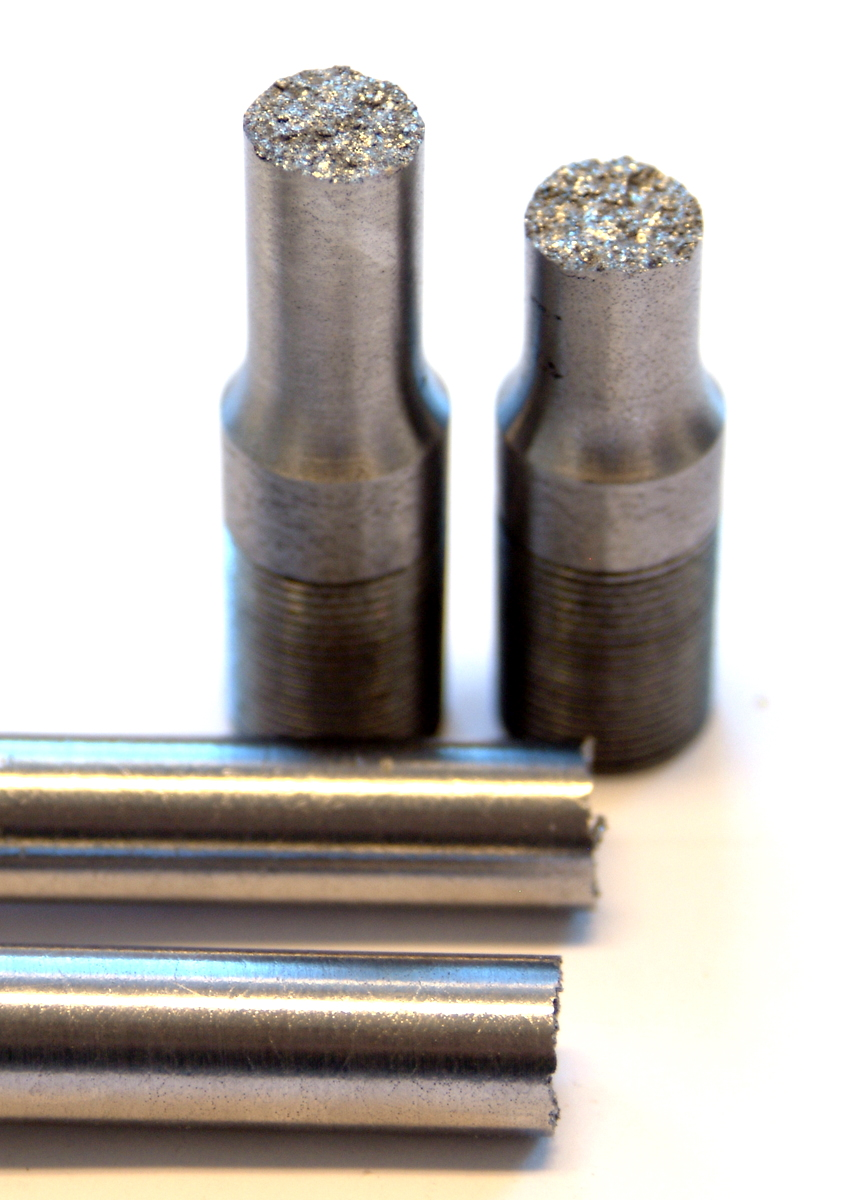
شکستِ تردِ چدن

در علم‌مواد، به ماده ای شکست آن بدون ورود به منطقه پلاستیک اتفاق می‌افتد. مواد ترد، حتی در موادی با استحکام بالا، انرژی کمی پیش از شکستن جذب می‌کنند. سرامیک‌ها، شیشه‌ها و برخی از پلیمرها، مانند پلی‌استایرن، ترد محسوب می‌شوند. بسیاری از فولادها، بسته به ترکیب و فرایند ساخت، نیز در دماهای پایین ترد می‌شکنند.
مواد ترد، با تغییر شکل کم، مقاومت پایین در برابر ضربه و ارتعاشات، استحکام فشاری بالا و استحکام کششی کم شناخته می‌شوند.
تردی خاصیتی مستقل مانند چگالی یا دمای‌جوش نیست که بتوان مقدار آن را اندازه گرفت، در واقع توافقی برای نحوه اندازه‌گیری آن وجود ندارد.

## تفاوت‌های مواد ترد وچکش‌خوار

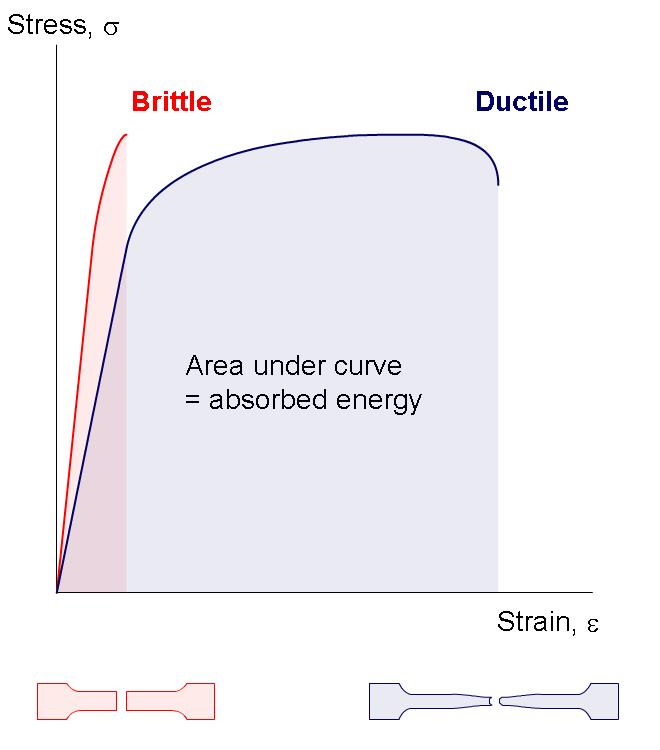
مقایسه نمودار تنش-کرنش، برای مواد ترد و چکش‌خوار

تفاوت مواد ترد و چکش‌خوار از ریزساختار آنها ناشی می‌شود؛ در مواد چکش‌خوار پیوندها، اکثراً به صورت پیوند فلزی است که اجازه لغزش صفحات و در نتیجه آن تغییر شکل جسم را می‌دهد، در مقابل، اکثر مواد ترد دارای پیوند یونی بوده و صفحات امکان لغزش و تغییر شکلی وجود ندارد.
از تفاوت‌های مواد چکش‌خوار و ترد می‌توان به موارد زیر اشاره کرد.
- مواد ترد، بدون هیچ‌گونه نشانه‌ای و ناگهانی می‌شکنند ولی مواد چکش‌خوار در برابر تنش کششی، ابتدا گلویی(Necking) زده و سپس می‌شکنند.
- به هنگام کشش، مواد ترد انرژی بسیار کمی جذب می‌کنند ولی مواد چکش‌خوار انرژی زیادی را، معادل با سطح زیر نمودارِ تنش-کرنش، به هنگام شکستن جذب می‌کنند.
- مواد ترد، مقاومت کمتری نسبت به مواد چکش‌خوار، دربرابر خستگی دارند و در برابر بارهایی که موجب شکست از طریق خستگی می‌شوند، زودتر دچار شکست می‌شوند.
- مواد ترد در برابر فرایندهای شکل‌دهی دچار شکست می‌شوند؛ به عنوان مثال نمی‌توان آنها را به شکل مفتول درآورد. در حالیکه مواد چکش‌خوار برای انواع فرایندهای شکل‌دهی، مانند کشش، خمش، نورد یا آهنگری، مناسب هستند.[۳]

## گذار از چکش‌خواری به تردی
در دمای پایین، برخی از فلزات که می‌توانند در دمای اتاق چکش‌خوار باشند، ترد می‌شوند. این تبدیل، کاملاً وابسته ترکیبات فلزات است. فولاد، پراستفاده‌ترین فلزی است که این رفتار را از خود نشان می‌دهد. برای برخی از فلزات دمای گذار، تقریباً برابر با ۰ درجه سلسیوس است؛ در نتیجه در زمستان ممکن است بعضی از سازه‌های‌فولادی به راحتی تخریب شوند.
این پدیده در طول تاریخ موجب فجایع بزرگی شده‌است. معروف‌ترین آنها غرق‌شدن کشتی تایتانیک بوده‌است؛ دلیل اصلی این اتفاق شکست ترد بدنه فولادی این کشتی بوده‌است، چرا که دمای آب در آن نقطه کمتر دمای گذار فولاد بوده‌است.

## تأثیرساختار کریستالیبر تردی
تغییر شکل اجسام ناشی از حرکت عیوب کریستالی در ساختار بلوری آنهاست. این حرکت بر روی صفحات و در راستای صفحاتی رخ می‌دهد که بیشترین تراکم اتمی را داشته باشند (صفحات و جهات Close-Packed)، این صفحات معمولاً بیشترین فاصله بین-صفحه‌ای را دارند و برای لغزش صفحات گزینه مناسب‌تری هستند.
هنگامی که فلزی تغییر شکل می‌دهد، نا به جایی‌ها شروع به حرکت بر روی صفحات لغزش می‌کنند؛ هر چه تعداد این صفحات و جهات لغزش کمتر باشد، جسم تردتر خواهد بود.

### ساختار FCC
این ساختار به ازای سلول واحد کریستالی، دارای ۱۲ سیستم لغزش است، تعداد بالای سیستم‌های لغزش در این ساختار، موجب قابلیت بالای چکش‌خواری در فلزات دارای این ساختار می‌شود.

### ساختار HCP
بر خلاف FCC، این ساختار فقط دارای ۳ سیستم برای لغزش است. به همین دلیل موادی کریستالی با این ساختار دارند، به مراتب تردتر از موادی با ساختار FCC و BCC هستند.

### ساختار BCC
این ساختار دارای ۱۲ سیستم اصلی برای لغزش است؛ ولی به دلیل عدم وجود صفحات Close-Packed و فقط یک جهت Close-Packed، این ۱۲ سیستم لغزش چکش‌خواری بالایی را در مقایسه با مواد FCC فراهم نمی‌کنند.

## تأثیر عملیاتکار سختیبر روی تردی مواد

همان‌گونه که گفته شد تردی ناتوانی جسم در جذب تغییر شکل پلاستیک است؛ از سوی دیگر سخت‌سازی عبارت است از انجام عملیاتی برای افزایش استحکام تسلیم. در عملیات کارسختی، با انجام کشش بر روی جسم تا مقدار تنشی بیشتر از استحکام تسلیم، تغییر شکل پلاستیک در جسم به‌وجود آورده می‌شود. بعد از برداشته شدن نیرو، درصدی از تغییر شکل جسم، {\displaystyle \varepsilon _{p}}، به حالت اولیه برمیگردد و بخشی از آن، {\displaystyle \varepsilon _{e}}، در جسم باقی می‌ماند. حال اگر دوباره جسم تحت کشش قرار گیرد، مسیری معادل با مسیر خط چین قرمز در را طی می‌کند و در نتیجه در این حالت حداکثر کرنش پلاستیکی که جسم می‌تواند داشته باشد، به اندازه {\displaystyle \varepsilon _{p}}کمتر از حالت پیش از انجام عملیات خواهد بود و این خود به معنای کاهش چکش خواری و افزایش تردی جسم است.